# Donja Stubica
Donja Stubica város és község Horvátországban Krapina-Zagorje megyében. Közigazgatásilag Donja Podgora, Gornja Podgora, Hižakovec, Hruševec, Lepa Ves, Matenci, Milekovo Selo, Pustodol és Vučak tartozik hozzá.

## Fekvése
Zágrábtól 20 km-re északra a Horvát Zagorje területén a Medvednica parkerdő északi lábánál a megye déli részén fekszik.

## Története
Stubica első írásos említése II. András király 1209-ben kelt oklevelében  történt, melyben megerősíti birtokaiban Vratislav ispánt és híveit, egyben kijelöli birtokuk határait. Stubica az ispán egyik legnagyobb birtoka volt, területe a mai Gornja Stubicától Stubički Toplicáig terjedt. A 14. század elején Stubica a nagy kiterjedésű susegrad-stubicai uradalom része volt, stratégiai helyzete és növekvő lakossága miatt csakhamar az uradalom központjává lett. Szentháromság plébániája már szerepel 1334-ben a zágrábi káptalan statútumában. Fejlettsége megmutatkozott a polgárok számában. 1474-ben 15, 1494-ben már 23 városi polgárt tartottak számon. A 16. század különösen kaotikus időszak volt az uradalom életében, mivel gyakoriak voltak a birtokosok közti harcok ezért gyakran változtak birtokosai is. Ez a jobbágyok elszegényedéséhez vezetett és a feszültség végül az 1573-as parasztfelkelésben robbant ki, melynek Stubica volt a központja. A Gubecz Máté vezette felkelést végül 1573. február 9-én a stubicai csatában vérbe fojtották, vezetőit pedig kivégezték. A felkelésben az uradalmi központ Stubica várkastélya súlyosan megrongálódott ezért az uradalom központját a közeli Golubovec várába helyezték át, melyet később kényelmes kastéllyá építettek át. Ezután a korábbi külváros Golubovec vette át a városközpont szerepét is. A susegrad-stubicai uradalom teljes szétesése a 17. század közepére fejeződött be, a század végéig a donja stubicai terület egy kisebb önálló uradalommá formálódott mintegy húsz új tulajdonossal.
Donja Stubica a századok során a Medvednica északi részének közigazgatási, kulturális és gazdasági központjává fejlődött. Kastélya Zágráb vármegyének nemcsak az egyik birtokközpontja, hanem a vármegye ítélkezési és jegyzői székhelye is lett. A 17. és 18. században a város nemesi családjai közé tartoztak a Vojkovich, Csikulin, Domjanich, Sermage, Rauch és Orsich családok. Iskoláját 1669-ben említik először, majd 1844-ben alapították meg hivatalosan. Első tanítója Mirko Planko volt, aki az oktatást még saját házában tartotta, amíg 1847-ben felépült az első iskolaépület. Miután a Domjanich család több mint egy évszázadig volt a kastély és uradalom birtokosa a 19. század elején új lendületet adott a város társadalmi és kulturális életének Maksimilijan Vrhovac püspök érkezése. Vrhovec nemcsak a kastélyt újíttatta fel, hanem a gazdaságot fellendítve több munkalehetőséget is teremtett. Ebben az időben létesültek az uradalom területén Pustodol, Vukšinec és Golubovec téglagyárai. 1883-ban lázadó polgárai részt vettek a magyarellenes mozgalomban, levették a magyar címereket a községi hivatalokról, támadták a hivatalnokokat, a jegyzőket, tanítókat és plébánosokat, hogy az okmányokon ne magyarul, hanem horvátul írják alá a nevüket. A lázadás letörése után több stubicait ítéltek hosszabb börtönbüntetésre. A parasztok békétlensége összefüggött azzal a nagy szegénységgel, mely őket ebben az időben sújtotta.
A 19. század végére lényegében kialakult a település mai képe, faluból várossá fejlődése befejeződött a városi élet minden jellegzetességével. Donja Stubica 1850-ben járási székhely lett. Megalakult a királyi járási és városi bíróság, létrejött a járási hivatal, a csendőrség, a pénzügyőrség, az orvosi rendelő és a gyógyszertár. 1888-ban felépült az iskola új épülete. 1890-ben megalakult a helyi olvasókör, majd öt évvel később a könyvtár is megkezdte működését. 1891-ben megalakult az önkéntes tűzoltóegylet. 1899-ben érkezett a városba a kor egyik legtehetségesebb gyógyszerésze Eugen Viktor Feller, aki 1901-ben a templom mellett felépítette neobarokk gyógyszertárát. Az épületben nemcsak árultak, hanem gyártottak is gyógyszereket. Feller híres volt jótékonyságáról is, támogatta a szegény családokat, anyagilag segítette a tanulókat és az egyesületeket. 1918-ban a háborúban elesett katonák hozzátartozóit segítőalapot hozott létre. Az itteni posta volt az első a horvát Zagorjében, amely nemzetközi forgalmat is bonyolított. 1900-ban megalapították a Mezőgazdasági bankot, mely 7%-os kamatú kölcsönökkel támogatta a helyi gazdákat, 1905-ben megalakult a Stubicai Takarékszövetkezet. 1906 és 1916 között megépült a Zabok és Donja Stubica közötti vasútvonal, mely újabb lendületet adott a gazdasági fejlődésnek. A településnek 1857-ben 398, 1910-ben 443 lakosa volt. Trianonig Zágráb vármegye Stubicai járásának székhelye volt.
1911-ben az olvasókör keretein belül vonósötös alakult. 1919-ben megalapították a munkásklubot, melyből 1920-ban megalakult a „Matija Gubec“ énekkar és tamburazenekar. 1921-ben itt alakult meg a horvát kézműves szövetség, melynek első elnöke Jakob Bukvić lett. A II. világháború után a város területén új ipari övezet jött létre. Donja Stubica közigazgatási székhely, valamint a fémfeldolgozó és faipar központja lett. 1971-ben megkezdte adásai sugárzását a Radio Stubica, mely az egész horvát Zagorje helyi rádióadója lett. 1980-ban felépült rekreációs és fürdő komplexum a hozzá tartozó szállodákkal. 1987-ben megalapították a könyvtárat, mely a közeli máriabesztercei és oroslavjei fiókkönyvtárak anyakönyvtára lett. 1993-ban a honvédő háború utáni új területi felosztásban az újjászervezett Krapina-Zagorje megye része lett. 1997-ben városi rangot kapott. 2001-ben 2524 lakosa volt.

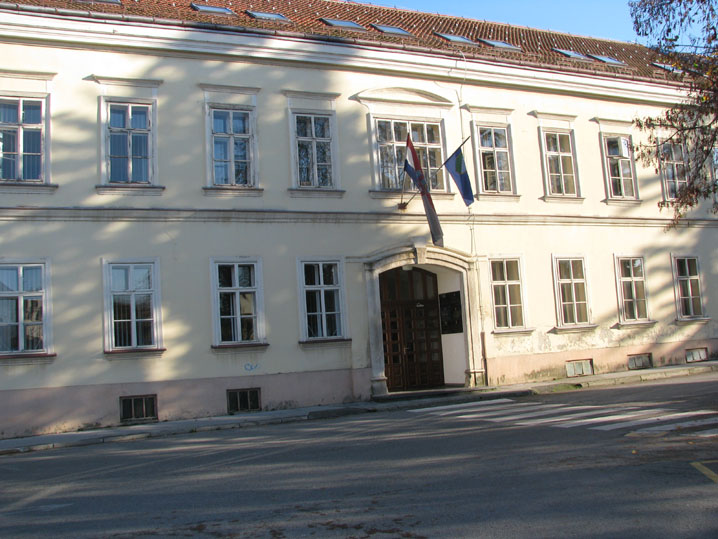
A városháza épülete

## Nevezetességei
- A Szentháromság tiszteletére szentelt plébániatemploma[3] már 1334-ben szerepel a zágrábi káptalan statútumában. A 15. században gótikus stílusban építették át. A szentély máig megőrizte keresztboltozatos gótikus formáját. A 15. századból fennmaradtak még a hajó freskói, melyek Szent János evangélistát és a keresztről levételt ábrázolják. Fennmaradtak még faragott kövek a 15. és 16. századból, melyek valószínűleg az egykori kő portál részei voltak. Az északi hajó a 16. században épült, majd a 18. századi barokk átépítés után a templom háromhajós lett. A 18. században új sekrestye, oldalbejárat és kórus is épült. A templomot 1834-ben tűzvész pusztította, majd az 1880-as földrengésben is súlyosan megrongálódott. Az újjáépítéskor a 19. század végén néhány barokk elemet eltávolítottak, hogy jobban hangsúlyozzák a gótikus és reneszánsz formákat. A harangtorony is új, neoreneszánsz toronysisakot kapott, kibontották az elfalazott dupla gótikus ablakokat és új stílusú belső tér jött létre. A sírboltban az uradalom egykori birtokosai nyugszanak, protestáns létére itt van eltemetve Tahy Ferenc országos főkapitány a horvát parasztfelkelés leverője is. Az 1622-es egyházlátogatáskor meg is jegyzik, hogy a templomot megszentségtelenítették, mivel eretnekeket temettek el és luteránusok prédikáltak benne. A templom kincsei közül egy 16. századi kehely, tömjéntartó és egy 19. századi monstrancia említésre méltó. A 18. és 20. század közötti időből miseruhák is maradtak fenn.

- A Golubovec kastély[4] egyike az ország legértékesebb késő barokk kastélyinak. A kastélyt 1800 körül építtette Dojanich Regina grófnő, de 1804-ben már el is adta Maksimilijan Vrhovec püspöknek, aki teljesen megújíttatta és gazdasági épületekkel bővíttette. A kastély így gazdasági központ jelleget kapott. Halála után Rauch Levin báró tulajdona lett, aki ismét megújíttatta. A II. világháború után Golubovec is a többi horvátországi kastély sorsára jutott, állaga rohamosan romlani kezdett. A romlásnak a kastély 1996-os látogatók előtti megnyitása vetett véget, azóta koncerteket, könyvesteket szimpóziumokat és más rendezvényeket tartanak benne. Legértékesebb része a Szent Regina és Szent Makszimilián tiszteletére szentelt kápolna a nyugati szárnyban található. Berendezése sajnos csak részben maradt fenn. Részben fennmaradt a klasszicista oltár, melyet még Vrhovac püspök építtetett. Az oltárnak egykor gazdag aranyozása és márvány díszítései voltak. Felül Szent Regina alatta Szent Makszimilán vértanúk képe volt látható. A kórust elválasztó falon latin nyelvű tábla a kápolna felszentelésének idejét rögzíti. Ablakai neogótikus stílusúak.

- A kastély közelében, a Donja Stubica – Stubički Golubovec – Gornja Stubica út mentén mezőgazdasági major található. A birtokot először 1788-ban említették meg, de teljes kiépítése csak 1817-ben kezdődött meg Maksimilijan Vrhovec püspök rendeletére, mely a birtokot gazdasági birtokká változtatta. A régi kisebb barokk kastélyt lebontva adminisztrációs épülete, annak alagsorában pedig két istállót építtetett. A barokk kastély alagsora, a nyugati istállót és a keleti raktár ma is áll. Az épületek négyzetes, három oldalról zárt, az út felé nyitott udvart zárnak körül.[5]

- A Jezečica termálfürdő a település gyógyforrásából táplálkozik. A 38 fokos kalcium-magnézium hidrokarbonát tartalmú gyógyvíz az Ivančica – Strahinjščica-hegység alóli porózus mészkövön át tör fel. A fürdőt 2005 júliusában nyitották meg, az egykori „Hidroelektra” üdülőközpont átépítésével a szállodai elhelyezés biztosított. Az egészségturizmus mellett kongresszusok rendezésére is alkalmas. A fürdő mellett szaunával, pezsgőfürdővel, különféle masszázzsal, melegvizes medencékkel felszerelt wellness központ is működik itt.

- Alsósztubica várának csekély maradványai.[6]

- Donja Stubica központjában áll a plébánia épülete, melyet Maksimilijan Vrhovec akkori zágrábi püspök utasítására Juraj Eiter építész tervei alapján 1820-ban építettek az előző kúria helyén, amely tűzben égett le. Az épület részben téglából és részben kőből épült, klasszicista stílusban. Téglalap alaprajzú épület, amelynek alagsora felett emelkedik a földszint, amelynek oldalsó részeiben a gazdasági helyiségek, az emeleten pedig lakórészek találhatók.[7]

- Donja Stubica központjában található a gyógyszertár épülete is, melyet Eugen Feller zágrábi gyógyszerész építtetett 1901-ben. Egyemeletes téglalap alaprajzú épület, amelynek teljes területe alatt pince található. A földszint két részből áll, a laboratórium és a gyógyszertár számára, az első emeleten pedig a lakórészek vannak kialakítva. A gyógyszertár központi bejárata felett az emeleten erkély, a tetőtérben pedig egy külön szoba van kialakítva. A homlokzat dekoratív részletei, amelyeket az ablakok sora tagol, neobarokk stílusúak.[8]

## Külső hivatkozások
- Donja Stubica város honlapja
- A város információs portálja
- A város turisztikai egyesületének honlapja
- Az alapiskola honlapja